# Johannes Joachim Degenhardt
Johannes Joachim Degenhardt (ur. 31 stycznia 1926 w Schwelm, zm. 25 lipca 2002 w Paderborn) – niemiecki duchowny katolicki, arcybiskup Paderborn, kardynał.

## Zarys biografii
Studiował filozofię i teologię w seminariach w Paderborn i Monachium, przyjął święcenia kapłańskie 6 sierpnia 1952 w Paderborn z rąk Lorenza Jägera, arcybiskupa Paderborn i późniejszego kardynała. Uzupełniał studia w seminarium w Würzburgu, gdzie obronił doktorat z teologii. Pełnił funkcję prefekta Seminarium Teologicznego w Paderborn, prowadził pracę duszpasterską wśród studentów, od 1966 kierował dekanatem Hochstift.
12 marca 1968 został mianowany biskupem pomocniczym Paderborn; otrzymał stolicę tytularną Vico di Pacato, sakry udzielił mu 1 maja 1968 kardynał Jäger. W lipcu 1973 po przejściu Jägera w stan spoczynku Degenhardt został powołany na wikariusza kapitulnego Paderborn, a 4 kwietnia 1974 papież Paweł VI mianował go kolejnym arcybiskupem. W ciągu ponad 25-letniej pracy na arcybiskupstwie Degenhardt brał udział w watykańskich sesjach Światowego Synodu Biskupów, a także uczestniczył aktywnie w pracach Episkopatu Niemiec (kierował m.in. komisją ds. ekumenizmu). W 1991 cofnął prawo nauczania teologii katolickiej księdzu Eugenowi Drewermannowi.
W lutym 2001 Jan Paweł II wyniósł go do godności kardynalskiej, nadając tytuł prezbitera S. Liborio. Kardynał Degenhardt zmarł półtora roku później na zawał serca i został pochowany w krypcie katedry metropolitalnej w Paderborn. Jego następcą na stolicy arcybiskupiej został po rocznym wakacie dotychczasowy biskup pomocniczy, Hans-Josef Becker (któremu Degenhardt udzielił w 1977 święceń kapłańskich).
Kuzynem kardynała był Franz Josef Degenhardt, niemiecki poeta, piosenkarz, działacz praw człowieka.
W 2001 odznaczony Krzyżem Komandorskim Orderu Zasługi Rzeczypospolitej Polskiej.